# Si vis pacem para bellum (film)
Si vis pacem para bellum è un film italiano del 2016, diretto da Stefano Calvagna.

## Trama
Stefano è un uomo solitario, lavora ufficialmente come buttafuori in una discoteca, gira spesso Roma in moto e ama il cibo cinese. La sua attività principale è commettere omicidi e sparare alle gambe per conto di un ricco imprenditore criminale. Conosce e si innamora di Lee Ang, cameriera in un ristorante a conduzione familiare. La vita privata di Stefano è piena di problemi. Rimasto orfano in tenera età a seguito dell'omicidio del padre si occupa della madre malata assistita presso una clinica privata. Tra un omicidio ed una gambizzazione incontra una prostituta con la quale ha una relazione mercenaria stabile. Il ricco imprenditore affida a Stefano la giovane figlia incaricandolo di proteggerla. Stefano protegge la ragazza in due diverse situazioni. La prima è in discoteca, dove Stefano protegge la ragazza da un corteggiatore indesiderato e la seconda in un ufficio cinematografico dove la protegge da un produttore probabilmente più interessato alle doti fisiche della ragazza che al suo talento come attrice. La ragazza in più occasioni mostra a Stefano un interesse particolare e Stefano dopo aver più volte rifiutato accetta di avere un rapporto sessuale. Stefano chiede alla ragazza di non chiamarlo più ma la giovane  non mantiene la promessa. Stefano preoccupato dalla possibile reazione del padre della ragazza ed innamorato della giovane ragazza cinese decide di partire con la stessa per Hong Kong. Dopo aver commesso l'ultimo doppio omicidio si reca ad incassare il compenso ma l'aspetta una sorpresa.

## Distribuzione
Il film è stato distribuito nelle sale italiane a partire dal 18 maggio 2016.